# Тридесетпрва египатска династија
Тридесетпрва египатска династија, позната као Друга египатска сатрапија, била је краткотрајна покрајина (сатрапија) Ахемединског царства у периоду 343—332. године прије н. е. Основао ју је Артаксеркс III, цар Персије, након поновног освајања Египта и каснијег крунисања за фараона Египта. Постојала је све до освајања Египта од стране Александра Македонског.
Период тридесетпрве династије био је друга прилика у којој су персијски фараони владали Египтом, отуда и термин „Друга египатска сатрапија”. Прије оснивања 31. династије, Египат је уживао у кратком периоду независности, током којег су владале три домаће династије (28, 29. и 30. династија). Период прије три домаће династије назива се „Првом египатском сатрапијом” или 27. династија (525—404. године прије н. е.).